# Епархия Флориды
Епархия Флориды (лат. Dioecesis Floridensis) — епархия Римско-Католической Церкви с центром в городе Флорида, Уругвай. Епархия Флориды распространяет свою юрисдикцию на департаменты Флорида и Дурасно. Епархия Флориды входит в митрополию Монтевидео. Кафедральным собором епархии Флориды является церковь Пресвятой Девы Марии в городе Флорида.

## История
14 апреля 1897 года Святой Престол учредил епархию Мело, выделив её из архиепархии Монтевидео.
11 августа 1931 года Римский папа Пий XI издал буллу "Quo salubrius", которым перевёл кафедру епархии Мело в город Флорида и переименовал епархию Мело в епархию Мело и Флориды.
15 ноября 1955 года Римский папа Пий XII издал буллу "Accepta arcano", которой разделил епархию Мело и Флориды на две епархии Мело и Флориды.
22 октября 1960 года епархия Флориды передала часть своей территории для возведения новой епархии Такуарембо.

## Ординарии епархии
- епископ José Marcos Semeria (3.07.1919 — 9.06.1922);
- епископ José Joaquín Manuel Eloy Arróspide Echeverría (21.07.1922 — 18.04.1928);
- епископ Miguel Paternain CSSR (20.04.1929 — 27.02.1960);
- епископ Humberto Tonna Zanotta (5.07.1960 — 16.06.1987);
- епископ Raúl Horacio Scarrone Carrero (15.06.1987 — 15.03.2008);
- епископ Martín Pablo Pérez Scremini (15.03.2008 — по настоящее время).

## Источник
- Annuario Pontificio, Libreria Editrice Vaticana, Città del Vaticano, 2003, ISBN 88-209-7422-3
- Булла Quo salubrius, AAS 24 (1932), стр. 137  (лат.)
- Булла Accepta arcano, AAS 48 (1956), стр. 194  (лат.)